# Mermeroes
Mermeroes (em grego: Μερμερόης; romaniz.: Mermeróēs; m. 555), chamado Mir-Miroe (em persa médio: Mihr-Mihrōē) ou Mirma-roi (Mihrmāh-rōy) nas fontes iranianas, foi um general do século VI e um dos principais comandantes das guerras bizantino-sassânidas da época. Sob o xá Cavades I (r. 488–496; 499–531), participou na Guerra Ibérica, liderando, em 530, tropas contra as províncias armênias do Império Bizantino e, em 531, sitiando, ao lado de Canaranges, a fortaleza de Martirópolis.
Sob Cosroes I (r. 531–579), foi um dos comandantes da Guerra Lázica. Em 542, atacou a fortaleza bizantina de Dara e em 548, aliviou a fortaleza de Petra, em Lázica, que estava sob cerco bizantino-laze. Em 551, lançou ataques em Lázica, capturando as fortalezas de Sarapanis e Escanda e cercando a capital Arqueópolis. Em 551/2, lançou novos ataques e em 554 conquistou a fortaleza de Télefis. Faleceu no ano seguinte em Misqueta.

## Nome
Mir (Mihr) é a forma em persa médio e parta (𐭬𐭲𐭥), armênio (միհր) e georgiano (მიჰრ) do nome do deus Mitra (em avéstico: 𐬨𐬌𐬚𐬭𐬀, em persa antigo: 𐎷𐎰𐎼, Miθra), cujo nome significa "Sol, amor, amizade". Miroe, por sua vez, é o nome Mir associado ao sufixo *-ōē, que segundo Theodor Nöldeke era empregado para formar diminutivos e formas afetivas de substantivos. Nöldeke derivou-o do iraniano antigo *-avya- e rastreou seus equivalentes no persa novo -ôê / -uya / -uye (ـویه), no grego bizantino -óēs / -ṓēs (-όης / -ώης) e no armênio -oy (-ոյ).

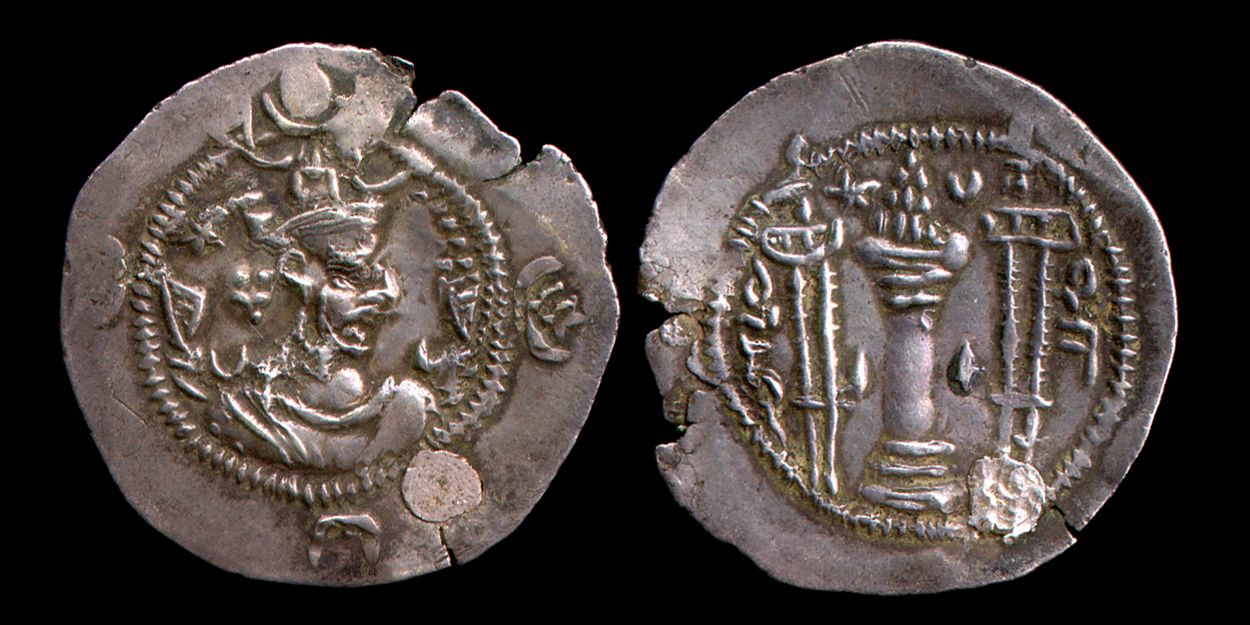
Dracma de

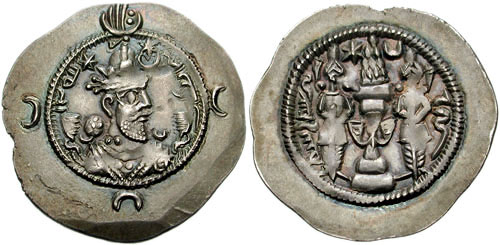
Dracma de r.

## Biografia
Nada se sabe sobre os primeiros anos de Mermeroes, mas é registrado como idoso cerca de 555. Aparece pela primeira vez em 530, durante a Guerra Ibérica, quando liderou um exército de 30 mil homens numa invasão às províncias armênias do Império Bizantino. Porém, foi derrotado próximo de Satala pelos generais Sitas e Doroteu e então retirou-se. No verão de 531, após a estreita vitória persa em Calínico e uma série de reveses menores na Armênia e Mesopotâmia Superior, o xá Cavades I (r. 488–496; 499–531) enviou-o com Aspebedes e Canaranges para capturar a fortaleza de Martirópolis. Eles sitiaram a cidade, mas após receberem notícias da morte do xá, e com suas tropas sofrendo pelo frio do inverno, concluíram uma trégua e retiraram-se para território persa.
Em 542, após o fim da trégua em 540, foi enviado por Cosroes I (r. 531–579) contra a fortaleza de Dara, mas, segundo Coripo, foi derrotado e capturado pelo comandante do forte, João Troglita. Reaparece em 548, quando foi enviado como chefe de grande exército para aliviar a fortaleza de Petra em Lázica, que estava sob cerco de uma força combinada bizantino-laze. Como Dagisteu, o comandante imperial, havia negligenciado salvo-guardar as passagens das montanhas com homens suficientes, Mermeroes foi capaz de mover-se em Lázica, afastando-se dos destacamentos bizantinos. Ele aliviou o cerco de Petra e reforçou sua guarnição, mas faltando suprimentos para seu exército, foi forçado a se retirar para Dúbio na Armênia, deixando para trás cerca de três mil homens guarnecendo Petra e mais cinco mil sob Fabrizo para manter a rota de suprimento aberta.

Lázica na Antiguidade Tardia

Estas forças foram derrotadas no ano seguinte pelos lazes e bizantinos, e o novo comandante bizantino, Bessas, liderou um cerco em Petra. Na primavera de 551, Mermeroes marchou para aliviar a fortaleza mais uma vez, mas antes de poder fazer isto, ela caiu às tropas de Bessas. Ele então virou-se em direção a capital laze, Arqueópolis, capturando os fortes de Sarapanis e Escanda no processo. Liderou cerco em Arqueópolis, mas foi repelido. Como seu exército sofrendo de falta de suprimentos, abandonou o cerco e foi para oeste, à fértil província de Moqueresis, que fez sua base de operações. No inverno subsequente de 551/2, fortaleceu seu controle sobre Lázica Oriental (incluindo a região de Suânia), enquanto sua proposta de paz com o rei Gubazes II (r. 541–555) falhou. Reforçado com mercenários recrutados entre os sabires, em 552 atacou as fortalezas de Arqueópolis, Tzíbile, e um terceiro forte não nomeado, mas foi novamente repelido e obrigado se a retirar para Moqueresis.
Em 554, através de um ardil, foi bem sucedido em desalojar os bizantinos de Télefis, a posição mais avançada deles, causando uma retirada geral junto do rio Fásis. Contudo, não os perseguiu nem pressionou sua vantagem, devido a falta de suprimentos de seu exército. Após fortalecer seus fortes, retornou para Moqueresis. Lá, adoeceu e retirou-se à Ibéria. Morreu de sua doença em Misqueta no verão de 555.